# 盧布林機場
盧布林機場（波蘭語：Port Lotniczy Lublin）是波蘭的一座機場，服務盧布林及其附近地區。盧布林機場位於盧布林市中心以東10公里處，跑道長8,270乘200英尺，可同時容納4架波音737-800級飛機。機場工程開始於2010年秋季，並在2012年12月17日啟用。

## 航空公司與目的地

### 客運
| 航空公司 | 目的地                                  |
| -------- | --------------------------------------- |
| 瑞安航空 | 都柏林、倫敦盧頓、米蘭-貝加莫、格但斯克 |
| 維茲航空 | 倫敦盧頓 季節性：斯普利特、布爾加斯     |
| 波蘭航空 | 華沙                                    |

## 外部連結
维基共享资源上的相關多媒體資源：盧布林機場
- Official website of Lublin Airport （页面存档备份，存于） （波兰語）
- Official website of Lublin Airport （页面存档备份，存于） （英文）